# Happy Together (1997)
Happy Together (Originaltitel: chinesisch 春光乍洩, Pinyin Chūnguāng Zhàxiè, Jyutping Ceon1gwong1 Zaa3sit3 – „Anfängliche Frühlingsstrahlen“, alternativ 春光乍泄) ist ein chinesisches Filmdrama von Hongkonger Regisseur Wong Kar-wai aus dem Jahr 1997.

## Handlung
Im Mittelpunkt des Films steht die turbulente Beziehung zwischen Ho Po-Wing und Lai Yiu-fai. Das Paar stammt aus Hongkong und wandert nach Argentinien aus, wo der überwiegende Teil der Handlung spielt. Das Männerpaar erhofft sich mit seiner Auswanderung nach Argentinien, die Beziehung zu erneuern. Die beiden Männer sind in ihren Charaktereigenschaften sehr unterschiedlich, so dass es zu weiteren Spannungen in Argentinien kommt. Während Lai still und verantwortungsbewusst sein Leben in Argentinien führen will, ist Ho impulsiv und extravagant und schafft es nicht, die Beziehung monogam zu gestalten. Am Ende des Films scheitert die Beziehung und Lai kehrt nach Hongkong zurück, während Ho in Argentinien verbleibt.

## Kritik
Der Film erhielt internationale Anerkennung, insbesondere in den USA. Edward Guthmann vom San Francisco Chronicle lobte den Film für seine innovative Kameraarbeit und den Regie-Ansatz. Stephen Holden von der New York Times meinte, er sei gegenüber Wongs früheren Werken ein sehr herzlicher Film. Hingegen kritisierte Jonathan Rosenbaum vom Chicago Reader den recht unbestimmten Handlungsstrang.
Wong selber äußerte, dass in diesem Film einige Zielgruppen sagen könnten, dass der Titel sehr zynisch scheine, weil die Geschichte von zwei Personen handelt, die eigentlich zusammenleben, sich am Ende aber doch wieder trennen.
Philipp Stadelmaier sieht in Happy Together eine Erzählung, die in träumerischen Farben der Erinnerung einer schon vergangenen Geschichte schwelgt.

## Auszeichnungen
Der Filmregisseur Wong Kar-wai wurde für die Goldene Palme nominiert.